# Twarogi (województwo zachodniopomorskie)
Twarogi – osada w Polsce położona w województwie zachodniopomorskim, w powiecie goleniowskim, w gminie Goleniów.
W latach 1975–1998 miejscowość administracyjnie należała do województwa szczecińskiego.